# فيليب بويس
فيليب بويس (بالإنجليزية: Philip Boyce)‏ هو كاهن كاثوليكي أيرلندي، ولد في 25 يناير 1940 في Downings ‏ في جمهورية أيرلندا.